# صداع منبه بالبرد
الصداع المُنَبَّه بالبرد ويعرف عاميًّا بأسماءٍ متعددةٍ منها صداع المثلجات أو تجمد الدماغ، هو شكلٌ من أشكال الألم أو الصداع المؤقت المرتبط عادةً بتناول (وخاصةً السريع) مشروباتٍ أو أطعمةٍ باردة مثل المثلجات ومصاصات الثلج وغيرها. يحدث هذا بسبب ملامسة مادةٍ باردةٍ لسقف الفم، ويُعتقد أنه ناتجٌ عن استجابةٍ عصبيةٍ تُسبب انقباضًا سريعًا وانتفاخًا في الأوعية الدمويَّة، مما يُحيل الألم من سقف الفم إلى الرأس. دُرست مُعدلات تناول الأطعمة الباردة بدورها عاملًا مُساهمًا. يُمكن أن يحدث أيضًا أثناء تعرض الرأس غير المحمي فجأةً لدرجات حرارةٍ باردة، مثل الغوص في الماء البارد. يختلف الصداع المُنَبّة بالبرد عن فرط الحساسية العاجية، وهو نوعٌ من ألم الأسنان قد يحدث في ظروفٍ مُشابهة.
لوحظ أن القطط والحيوانات الأخرى أظهرت رد فعلٍ مماثل عند حدوث حافزٍ مماثل لها.

## الأسباب
ينجم صداع الآيس كريم عن تحريك المواد الباردة على سطح الفم ومؤخرة الحلق، وذلك يحدث عند تناول المثلجات بسرعة أو شرب مشروب بارد دفعة واحدة. ولا يزال العلماء غير متأكدين من الآلية المسببة للألم بالضبط.
وتقترح إحدى النظريات أن الطعام أو الشراب البارد قد يغيران تدفق الدم باتجاه الدماغ، مما يسبب صداعاً لفترة قصيرة. وتشكك بعض الأبحاث بأن الألم يرجع من الفم إلى الرأس عبر العصب مثلث التوائم، والذي يبعث بمعلومات حسية من الوجه والفم إلى الدماغ.

### نظرية الشريان الدماغي الأمامي
نظرية أخرى لمعرفة سبب صداع الايس كريم تفسرعن طريق زيادة تدفق الدم إلى الدماغ عن طريق الشريان المخي الأمامي، التي تزود الدم المؤكسج إلى معظم أجزاء الأنسي من الفص الجبهي والفصوص الجداريَّة العلوية الإنسية [الإنجليزية]. يعتقد أن هذه الزيادة في حجم الدم ناجمة عن زيادة في حجم هذا الشريان على إحساس الألم الذي يصاحب صداع الآيس كريم.

يمكن أن يصيب هذا الصداع أي شخص. ولكن قد يكون بعض الناس أكثر عرضة للإصابة به وخاصة المصابين بالشقيقة. كما يزداد شيوع هذا الصداع عند الناس المصابين برضوض على الرأس سابقاً.

## العلاجات والأدوية
نادراً ما يحتاج صداع الآيس كريم إلى العلاج. ويختفي هذا الألم بعد ابتلاع الطعام أو الشراب بسرعة نموذجياً. ويمكن لهذا الصداع أن يشفى بسرعة في حال تدفئة المنطقة الخلفية من الفم باللسان أو بمشروب دافئ.